# ひのまどか
ひの まどか（1942年2月10日 - ）は、日本の音楽家、文筆家。

## 人物・来歴
東京府生まれ。本名は桜井（稲留）尚子。日本女子大学附属高等学校、東京藝術大学器楽科卒、東京ゾリステンに入団、ヴァイオリンを弾く一方で作曲家の伝記などの執筆活動を行う。執筆にあたっては現地調査を行っていた。

## 著書
- 『クリンへ帰る旅びと チャイコフスキー物語』（リブリオ出版 1981年）「チャイコフスキー (音楽家の伝記 はじめに読む1冊)」ヤマハミュージックエンタテインメントホールディングスミュージックメディア部, 2020.10
- 『忘れられていた巨人 バッハ物語』（リブリオ出版 1981年）「バッハ　音楽家の伝記」ヤマハミュージックエンタテインメントホールディングス出版部、2019
- 『運命は扉をたたく ベートーヴェン物語』（リブリオ出版 1982）「ベートーヴェン (音楽家の伝記 はじめに読む1冊)」ヤマハミュージックエンタテインメントホールディングス出版部, 2019.4
- 『孤独な放浪者 シューベルト物語』（リブリオ出版 1983年）「シューベルト (音楽家の伝記 はじめに読む1冊)」ヤマハミュージックエンタテインメントホールディングスミュージックメディア部, 2020.1
- 『バイロイトの長い坂道 ワーグナー物語』（リブリオ出版 1984年）
- 『人はみな草のごとく ブラームス物語』（リブリオ出版 1985年）
- 『バルトーク 歌のなる木と亡命の日々』（作曲家の物語シリーズ、リブリオ出版 1989年）
- 『ヴェルディ 太陽のアリア』（作曲家の物語シリーズ、リブリオ出版 1989年）
- 『モーツァルト 美しき光と影』（作曲家の物語シリーズ、リブリオ出版 1990年）「モーツァルト　作曲家の物語」新潮文庫、2016
- 『ボロディン、ムソルグスキー、リムスキー＝コルサコフ 嵐の時代をのりこえた「力強い仲間」』（作曲家の物語シリーズ、リブリオ出版 1992年）
- 『シベリウス アイノラ荘の音楽大使』（作曲家の物語シリーズ、リブリオ出版 1994年）
- 『星の国のアリア』（講談社 1996年）
- 『ハイドン 使い捨て作品と芸術作品』（作曲家の物語シリーズ、リブリオ出版 1996年）
- 『総統のストラディヴァリ』マガジンハウス 1998年）
- 『ヨハン・シュトラウス 「ワルツ王」の喜びと悲しみ』（作曲家の物語シリーズ、リブリオ出版 1998年）
- 『プロコフィエフ 音楽はだれのために?』（作曲家の物語シリーズ、リブリオ出版 2000年）
- 『バーンスタイン 愛を分かちあおう』（作曲家の物語シリーズ、リブリオ出版 2002年）
- 『スメタナ 音楽はチェコ人の命!』（作曲家の物語シリーズ、リブリオ出版 2004年）
- 『ショパン わが心のポーランド』（作曲家の物語シリーズ、リブリオ出版 2006年）「ショパン (音楽家の伝記 はじめに読む1冊)」ヤマハミュージックエンタテインメントホールディングスミュージックメディア部, 2020.1
- 『ビゼー 劇場に命をかけた男』（作曲家の物語シリーズ、リブリオ出版 2007年）
- 『メンデルスゾーン 美しくも厳しい人生』（作曲家の物語シリーズ、リブリオ出版 2009年）
- 『戦火のシンフォニー～レニングラード封鎖345日目の真実[1]』 (新潮社、2014年3月)
- 『小泉文夫』(音楽家の伝記 はじめに読む1冊、ヤマハミュージックエンタテインメントホールディングスミュージックメディア部 2022年3月)

### 翻訳
- ニコラス・イングマン『ザ・ストーリー・オブ・ミュージック』（全6巻）（木村瞳共訳 リブリオ出版 1979年）
- キャロル・マホーニー、ダニー・ステイプル『管楽器のはなし（音楽のはじまり 4）』（木村瞳共訳 リブリオ出版 1993年）
- ジョセフィーヌ・パーカー『弦楽器のはなし（音楽のはじまり）』（木村瞳共訳 リブリオ出版 1993年）
- カレン・フォースター『打楽器のはなし（音楽のはじまり）』（木村瞳共訳 リブリオ出版 1993年）
- ジョセフィーヌ・パーカー『打楽器のはなし 続（音楽のはじまり 2）』（木村瞳共訳 リブリオ出版 1993年）

## 参考
- 「クリンへ帰る旅びと」著者紹介